# جامعة نورث وسترن (إلينوي)
جامعة نورث وسترن (بالإنجليزية: Northwestern University)‏ ، هي جامعة أمريكية أسست سنة 1851م، ويقع مقرها الرئيسي في مدينة إيفانستون بولاية إلينوي .مدرجة على لائحة أفضل خمسة وعشرين جامعة في العالم، بحسب تصنيف مجلة تايمز لجامعات العالم للتعليم العالي وعلى المرتبة الثانية عشرة في الولايات المتحدة بحسب تقرير «يو أس نيوز» و«وورلد ريبورت»

## أساتذة بارزون
- إبراهيم أبو لغد